# CB (distributiebedrijf)
Centraal Boekhuis B.V. (sinds 2012 handelend onder de naam CB) is de grootste logistieke dienstverlener op het gebied van boeken in het Nederlandse taalgebied. Het bedrijf distribueert ook zorgproducten. Vanuit het centrale magazijn in Culemborg worden boekwinkels in Nederland en Vlaanderen bevoorraad. Van bijna alle uitgeverijen zijn de courante titels op voorraad. Veel, vooral kleinere, uitgevers laten de distributie van hun boeken volledig over aan CB. 
Rond 1850 betrokken de meeste boekhandels hun boeken via groothandels. Dit resulteerde in een forse boekhouding wie welk boek kon leveren. Er werden dan ook pogingen ondernomen om het bestellen en leveren van boeken te vereenvoudigen en te versnellen. In 1871 richtte de Vereniging ter bevordering van de belangen des Boekhandels (VbbB) het "Bestelhuis van den Nederlandschen Boekhandel" op dat een deel van de administratie rond bestellingen overnam waardoor bestellingen en leveringen vlugger verliepen. In eerste instantie werkte zij alleen voor de boekhandels in de regio Amsterdam en verzorgde zij ook verzendingen naar Nederlands-Indië.
In 1926 ging de VbbB nog een stap verder met de oprichting van een centraal depot. De boekhandels konden nu de meeste titels bij het Centraal Depot bestellen waarna het Bestelhuis zorg droeg voor de financiële afwikkeling met de uitgever.
In 1960 werd een nieuw pand aan de Jan Tooropstraat 109 in Amsterdam Nieuw-West in gebruik genomen. In 1973 verhuisde het Centraal Boekhuis naar Culemborg.
In 1973 werd het Centraal Boekhuis een bv, opgericht door de Nederlandse Boekverkopersbond (NBb), de Koninklijke Nederlandse Uitgeversbond (KNUB, later opgegaan in NUV) en de VbbB (later de Koninklijke Vereniging van het Boekenvak, KVB). Zij kozen voor nieuwbouw van het Centrale Magazijn in Culemborg vanwege de centrale ligging en goede verbindingen. Van daaruit wordt sinds die tijd de Nederlandse en Vlaamse markt bediend.
In oktober 2012 werd de naam veranderd in CB. Het bedrijf richt zich voortaan ook op de gezondheidszorg.  